# (10588) Adamcrandall
(10588) Adamcrandall est un astéroïde de la ceinture principale.

## Description
(10588) Adamcrandall est un astéroïde de la ceinture principale. Il fut découvert le 18 juillet 1996 à Prescott par Paul G. Comba. Il présente une orbite caractérisée par un demi-grand axe de 2,41 UA, une excentricité de 0,05 et une inclinaison de 2,6° par rapport à l'écliptique.

## Compléments